# Color64
O Color64 foi um computador doméstico de 8 bits produzido no Brasil pela empresa carioca Novo Tempo/LZ entre 1983 e 1986, durante o período da Reserva de Mercado e baseado no TRS-80 Color Computer (também chamado de "CoCo", contração de "Color Computer") da Tandy/Radio Shack americana, o qual foi o primeiro computador da Tandy a gerar imagens gráficas em cores a um baixo custo de produção.

## Características
- Microprocessador Motorola MC6809E, de 890 KHz a 1,8 MHz
- Memória:
  - ROM: 16 KBytes (contendo o Color BASIC e o Extended Color BASIC ou "ECB")
  - RAM: 64 KBytes

- Teclado:
  - Profissional com 53 teclas, incorporado ao gabinete

- Display: Microprocessador Motorola MC6847, 9 cores
  - Modo texto (com 32 x 16 caracteres)
  - Gráficos de baixa resolução (com 64 x 32 pixels)
  - Gráficos de média e alta resolução (podendo chegar aos 256 x 192 pixels, 2 cores por pixel, totalizando 49.152 pontos)

- Suporte à impressora serial, joysticks analógicos e gravador de fita cassete
- Porta de expansão (onde era possível conectar cartuchos com programas, interfaces de disco, etc)
- Outras Portas:
  - 1 saída para TV colorida PAL-M, canais 3 ou 4 VHF (com uso do modulador externo) ou Monitor Colorido via Video Composto
  - 1 porta serial RS-232C
  - 2 portas para joysticks analógicos ou digitais
  - 1 porta para gravador cassete

- Armazenamento Magnético:
  - Gravador cassete em 1500 bauds, com controle remoto do motor

## Histórico
Lançado em meados de 1983, o Color64 foi o segundo computador doméstico nacional a apostar na linha TRS-80 Color, criada pela Tandy/Radio Shack. Por essa mesma razão, o Color64 assemelha-se muito a um Color Computer 1, obedecendo inclusive a mesma disposição e localização das portas de entrada e saída. A linha de produção foi instalada nas antigas dependências da Cervejaria Skol, no Rio de Janeiro.
Devido às suas capacidades gráficas e sonoras, a Novo Tempo/LZ desenvolveu o "Comutador de Recursos Computacionais"-CRC, um hardware especialmente projetado para o mercado educional, que permitia que um Color64 fosse conectado a outros dez, formando assim um pequeno laboratório de informática. O primeiro equipamento, de posse do professor, controlava os outros dez, de posse dos alunos, compartilhando programas e, também, uma impressora serial.
Apesar de ter sido um dos pioneiros da linha TRS-80 Color no Brasil, nunca chegou a fazer sucesso fora do Rio de Janeiro, já que a Novo Tempo/LZ demorou demais para eleger bons representantes de vendas fora daquele Estado; pouco tempo depois, em 1986, após a chegada da linha MSX, que oferecia melhores recursos de cor e som, o Color64 foi descontinuado, assim como diversos outros computadores da linha, restando apenas o CP400 Color, da Prológica.
Segundo a Folha de S. Paulo, o Color64 era vendido, em julho de 1984, por 1,2 milhão de cruzeiros.

## Clubes de Usuários
Para divulgar a então nova linha TRS-80 Color Computer no Brasil e, assim, incrementar as vendas de seu Color64, a Novo Tempo incentivou a criação de Clubes de Usuários no Rio de Janeiro, sendo que o principal deles, o "Clube Color", funcionava nas dependências da Micromaq, uma software-house que se especializou em fornecer jogos e aplicativos para os usuários desta linha de computadores.
Nestes clubes - que normalmente não cobravam taxas de seus associados, exceto quando publicavam algum tipo de boletim - os usuários se encontravam para discutir programas e trocar dicas e ideias sobre o equipamento, uma vez que quase nada foi lançado para esta linha no mercado editorial brasileiro.